# Stalkerware
Stalkerware és un programa o spyware que és utilitzat per espiar. El terme va ser encunyat quan la gent va començar a utilitzar àmpliament el programari espia comercial per saber què estaven fent les seves parelles o socis.
Els stalkerware són difícils de detectar per l'usuari espiat. El control dels moviments que es realitzen en el mòbil infectat és rebut per l'espia des del seu propi dispositiu, i aquesta informació s'allotja en servidors externs. No obstant això, hi ha maneres de descobrir si el dispositiu està afectat: 
- si la parella comença a descobrir coses que l'usuari només ha manifestat en converses privades,
- si el dispositiu es reescalfa en excés o la bateria dura menys del normal,
- si la quantitat de correus brossa rebuts és diferent de la quantitat normal,
- si, en el navegador web, apareixen finestres emergents.